# Люнген (фиорд)
Люнген (на букмол: Lyngen; на норвежки: Lyngenfjorden) е фиорд в северна Норвегия.
С дължина 82 km Люнген е най-дългият фиорд във фюлке Тромс. Ориентиран е от юг на север, където достига Норвежко море срещу остров Арньоя. На западния му бряг е разположена планината Люнгенски Алпи, а по източния преминава Европейски път E06.